# Larissa Fontaine
Larissa Fontaine (Chicago, 15 de dezembro de 1977) é uma ex-ginasta norte-americana que competiu em provas de ginástica artística.
Larissa fez parte da equipe norte-americana que disputou o Campeonato Mundial de Dortmund, em 1994, na Alemanha.

## Carreira
Fontaine iniciou a disputa gímnica aos doze anos de idade, na categoria júnior. Em 1990, mudou-se para Houston, para treinar com Béla Karolyi, treinando apenas por alguns meses, devido a uma lesão. Retornando à Chicago, competiu no Festival Olímpico, em 1991, no qual saiu décima no geral e quinta colocada na trave. Em 1992, aos quinze anos, passou a competir pela categoria sênior. No Campeonato Nacional Americano, foi 17ª colocada na prova geral, em prova vencida pela companheira de seleção Kim Zmeskal. No ano seguinte, novamente no Festival Olímpico, foi quarta no geral e sexta nas barras assimétricas.
Em 1994, no desafio Estados Unidos vs Romênia, no qual saiu medalhista de prata por equipes e no individual geral. Na Copa América, terminou na sétima colocação na prova individual, ao somar 37,142 pontos. No compromisso seguinte, disputou o Mundial de Dortmund/Brisbane. Nele, foi medalhista de prata por equipes, superada pela equipe romena. Individualmente, foi 17ª colocada no evento geral, em prova vencida pela compatriota Shannon Miller. Após, mudou-se para Maryland, para treinar com Kelli Hill. Em 1996, competiu no Pré-Olímpico, foi 11ª colocada no geral. Em 1998, ganhou uma bolsa para competir pela Universidade de Stanford, no NCAA Championships. Em sua primeira disputa, venceu a prova do salto, somando 9,862 pontos. Dois anos depois, anunciou oficialmente sua aposentadoria da modalidade artística, após graduar-se em mecânica, engenharia e inglês. Em 2001, tornou-se treinadora da equipe de ginástica de Stanford na NCAA.

## Principais resultados
| Ano  | Evento                                    | AA               | Equipe           | Salto sobre o cavalo | Trave | Barras assimétricas | Solo            |
| ---- | ----------------------------------------- | ---------------- | ---------------- | -------------------- | ----- | ------------------- | --------------- |
| 1989 | American Classic                          | 16º              |                  |                      |       | Medalha de bronze   | 6º              |
| 1991 | Campeonato Nacional Americano             | 20º              |                  |                      |       |                     |                 |
| 1992 | Campeonato Nacional Americano             | 17º              |                  |                      |       |                     |                 |
| 1994 | Estados Unidos vs Romênia                 | Medalha de prata | Medalha de prata |                      |       |                     |                 |
| 1994 | Copa América                              | 7º               |                  |                      |       |                     |                 |
| 1994 | Campeonato Mundial de Ginástica Artística | 17º              | Medalha de prata |                      |       |                     |                 |
| 1998 | NCAA Championships                        |                  |                  |                      |       |                     | Medalha de ouro |